# Championnat de France de rugby à XV 2015-2016
Navigation
Top 14 2014-2015 Top 14 2016-2017
Le championnat de France de rugby à XV 2015-2016 ou Top 14 2015-2016 est la cent dix-septième édition du championnat de France de rugby à XV. Elle oppose les quatorze meilleures équipes de rugby à XV françaises. Le championnat débute avant la Coupe du monde de rugby à XV 2015 et se termine le 24 juin 2016 par une finale au Camp Nou de Barcelone, Espagne. 
Le championnat voit le Racing 92 sacré champion de France de rugby à XV le vendredi 24 juin 2016 en remportant la finale face au RC Toulon sur le score de 29 à 21, devant 99 124 spectateurs.

## Participants
| \| SU Agen CA Brive Castres · olympique ASM Clermont FC Grenoble Montpellier HR US Oyonnax Stade français Paris Racing 92 RC Toulon Section paloise Stade · toulousain Union Bordeaux Bègles Stade rochelais \| Localisation des clubs engagés en championnat. |
| SU Agen CA Brive Castres · olympique ASM Clermont FC Grenoble Montpellier HR US Oyonnax Stade français Paris Racing 92 RC Toulon Section paloise Stade · toulousain Union Bordeaux Bègles Stade rochelais                                                      |

| Club                  | Dernière montée | Budget 2015-16 en millions d'€uros | Classement en 2014-2015 | Entraîneur(s)                                                    | Stade                  | Capacité |
| --------------------- | --------------- | ---------------------------------- | ----------------------- | ---------------------------------------------------------------- | ---------------------- | -------- |
| SU Agen               | 2015            | 11,62                              | 4 (Pro D2)              | Philippe Sella Mathieu Blin Stéphane Prosper Jean-Jacques Crenca | Stade Armandie         | 14 000   |
| Union Bordeaux Bègles | 2011            | 20,43                              | 7                       | Raphaël Ibañez Régis Sonnes Émile Ntamack Joe Worsley            | Stade Chaban-Delmas    | 34 694   |
| CA Brive              | 2013            | 15,28                              | 10                      | Nicolas Godignon Didier Casadeï Philippe Carbonneau              | Stade Amédée-Domenech  | 13 979   |
| Castres olympique     | 1989            | 20,34                              | 12                      | Christophe Urios Joe El Abd Frédéric Charrier                    | Stade Pierre-Antoine   | 11 500   |
| ASM Clermont          | 1925            | 29,20                              | 2                       | Franck Azéma Jono Gibbes                                         | Stade Marcel-Michelin  | 18 030   |
| Racing 92             | 2009            | 24,26                              | 5                       | Laurent Travers Laurent Labit Ronan O'Gara                       | Stade Yves-du-Manoir   | 14 000   |
| FC Grenoble           | 2012            | 21,73                              | 11                      | Fabrice Landreau Bernard Jackman Sylvain Bégon Mike Prendergast  | Stade des Alpes        | 20 068   |
| Montpellier HR        | 2003            | 23,46                              | 8                       | Jake White Shaun Sowerby Scott Wisemantel                        | Altrad Stadium         | 15 000   |
| US Oyonnax            | 2013            | 16,01                              | 6                       | Olivier Azam puis Johann Authier Pascal Peyron Stéphane Glas     | Stade Charles-Mathon   | 11 400   |
| Stade français        | 1997            | 27,65                              | 4                       | Gonzalo Quesada Simon Raiwalui                                   | Stade Jean-Bouin       | 20 000   |
| Section paloise       | 2015            | 17,31                              | 1 (Pro D2)              | Simon Mannix Joël Rey David Aucagne                              | Stade du Hameau        | 13 800   |
| Stade rochelais       | 2014            | 16,43                              | 9                       | Patrice Collazo Xavier Garbajosa                                 | Stade Marcel-Deflandre | 15 000   |
| RC Toulon             | 2008            | 26,86                              | 1                       | Bernard Laporte Jacques Delmas Steve Meehan                      | Stade Mayol            | 15 820   |
| Stade toulousain      | 1907            | 30,87                              | 3                       | Ugo Mola Jean-Baptiste Élissalde William Servat                  | Stade Ernest-Wallon    | 19 500   |

## Résumé des résultats

### Classement de la phase régulière
| Rang | Club                     | J  | V  | N | D  | Em | Ee  | Bo | Bd | Pm  | Pe  | Diff | Pts |
| ---- | ------------------------ | -- | -- | - | -- | -- | --- | -- | -- | --- | --- | ---- | --- |
| 1    | ASM Clermont             | 26 | 18 | 1 | 7  | 77 | 33  | 10 | 4  | 735 | 431 | +304 | 88  |
| 2    | RC Toulon                | 26 | 16 | 0 | 10 | 90 | 37  | 11 | 7  | 764 | 446 | +318 | 82  |
| 3    | Montpellier HR           | 26 | 18 | 0 | 8  | 77 | 49  | 7  | 2  | 723 | 569 | +154 | 81  |
| 4    | Racing 92                | 26 | 18 | 1 | 7  | 63 | 46  | 5  | 2  | 614 | 522 | +92  | 81  |
| 5    | Stade toulousain         | 26 | 16 | 2 | 8  | 80 | 35  | 7  | 4  | 680 | 393 | +287 | 79  |
| 6    | Castres olympique        | 26 | 15 | 0 | 11 | 67 | 36  | 6  | 5  | 650 | 496 | +154 | 71  |
| 7    | Union Bordeaux Bègles    | 26 | 14 | 2 | 10 | 44 | 45  | 3  | 4  | 552 | 503 | +49  | 67  |
| 8    | CA Brive                 | 26 | 13 | 1 | 12 | 42 | 50  | 4  | 4  | 540 | 545 | -5   | 62  |
| 9    | Stade rochelais          | 26 | 11 | 0 | 15 | 51 | 65  | 4  | 6  | 553 | 656 | -103 | 54  |
| 10   | FC Grenoble              | 26 | 10 | 0 | 16 | 60 | 90  | 4  | 3  | 605 | 779 | -174 | 47  |
| 11   | Section paloise (P)      | 26 | 10 | 1 | 15 | 30 | 75  | 1  | 3  | 420 | 675 | -255 | 46  |
| 12   | Stade français Paris (T) | 26 | 9  | 0 | 17 | 49 | 62  | 2  | 3  | 543 | 631 | -88  | 41  |
| 13   | SU Agen (P)              | 26 | 5  | 0 | 21 | 50 | 102 | 1  | 5  | 531 | 846 | -315 | 26  |
| 14   | US Oyonnax               | 26 | 5  | 0 | 21 | 41 | 96  | 2  | 2  | 429 | 847 | -418 | 24  |

|  | Qualifiés pour les demi-finales (no 1, no 2) et qualifié pour la Coupe d'Europe 2016-2017.                                                                        |
|  | Qualifiés pour les barrages (no 3, no 4, no 5, no 6) et qualifié pour la Coupe d'Europe 2016-2017.                                                                |
|  | Qualifié pour la Coupe d'Europe 2016-2017 pour le vainqueur du Challenge européen 2015-2016 ou pour le (no 7) si le premier est qualifié pour les phases finales. |
|  | Relégués en Pro D2 pour la saison 2016-2017 (no 13 et no 14). |
|  | T : tenant du titre 2015 • P : promu 2015 |

Attribution des points : victoire sur tapis vert : 5, victoire : 4, match nul : 2, défaite : 0, forfait : -2 ; plus les bonus (offensif : 3 essais de plus que l'adversaire ; défensif : défaite par 5 points d'écart ou moins).
Règles de classement : 1. points terrain (bonus compris) ; 2. points terrain obtenus dans les matchs entre équipes concernées ; 3. différence de points dans les matchs entre équipes concernées ; 4. différence entre essais marqués et concédés dans les matchs entre équipes concernées ; 5. différence de points ; 6. différence entre essais marqués et concédés ; 7. nombre de points marqués ; 8. nombre d'essais marqués ; 9. nombre de forfaits n'ayant pas entraîné de forfait général ; 10. place la saison précédente ; 11. nombre de personnes suspendues après un match de championnat.

### Phase finale
|  | Barrages                                                 | Barrages                                                 |                                      |                                      | Demi-finales                         | Demi-finales                         |  |  | Finale                              | Finale                              |
|  | Barrages                                                 | Barrages                                                 |                                      |                                      | Demi-finales                         | Demi-finales                         |  |  | Finale                              | Finale                              |
|  |                                                          |                                                          |                                      |                                      |                                      |                                      |  |  |                                     |                                     |
|  | 11 juin 2016 au Stade olympique Yves-du-Manoir, Colombes | 11 juin 2016 au Stade olympique Yves-du-Manoir, Colombes |                                      |                                      | 17 juin 2016 au Roazhon Park, Rennes | 17 juin 2016 au Roazhon Park, Rennes |  |  | 24 juin 2016 au Camp Nou, Barcelone | 24 juin 2016 au Camp Nou, Barcelone |
|  | 11 juin 2016 au Stade olympique Yves-du-Manoir, Colombes | 11 juin 2016 au Stade olympique Yves-du-Manoir, Colombes |                                      |                                      | 17 juin 2016 au Roazhon Park, Rennes | 17 juin 2016 au Roazhon Park, Rennes |  |  | 24 juin 2016 au Camp Nou, Barcelone | 24 juin 2016 au Camp Nou, Barcelone |
|  | 11 juin 2016 au Stade olympique Yves-du-Manoir, Colombes | 11 juin 2016 au Stade olympique Yves-du-Manoir, Colombes | [1] ASM Clermont                     | 33                                   |                                      |                                      |  |  | 24 juin 2016 au Camp Nou, Barcelone | 24 juin 2016 au Camp Nou, Barcelone |
|  | [4] Racing 92                                            | 21                                                       | [1] ASM Clermont                     | 33                                   |                                      |                                      |  |  | 24 juin 2016 au Camp Nou, Barcelone | 24 juin 2016 au Camp Nou, Barcelone |
|  | [4] Racing 92                                            | 21                                                       | [4] Racing 92                        | 34                                   |                                      |                                      |  |  | 24 juin 2016 au Camp Nou, Barcelone | 24 juin 2016 au Camp Nou, Barcelone |
|  | [5] Stade toulousain                                     | 16                                                       | [4] Racing 92                        | 34                                   |                                      |                                      |  |  | 24 juin 2016 au Camp Nou, Barcelone | 24 juin 2016 au Camp Nou, Barcelone |
|  | [5] Stade toulousain                                     | 16                                                       | 18 juin 2016 au Roazhon Park, Rennes | 18 juin 2016 au Roazhon Park, Rennes | [4] Racing 92                        | 29                                   |  |  |                                     |                                     |
|  | 12 juin 2016 à l'Altrad Stadium, Montpellier             |                                                          | 18 juin 2016 au Roazhon Park, Rennes | 18 juin 2016 au Roazhon Park, Rennes | [4] Racing 92                        | 29                                   |  |  |                                     |                                     |
|  |                                                          | [2] RC Toulon                                            | 18 juin 2016 au Roazhon Park, Rennes | 18 juin 2016 au Roazhon Park, Rennes | 21                                   |                                      |  |  |                                     |                                     |
|  | [3] Montpellier HR                                       | [2] RC Toulon                                            | 18 juin 2016 au Roazhon Park, Rennes | 18 juin 2016 au Roazhon Park, Rennes | 21                                   | 28                                   |  |  |                                     |                                     |
|  | [3] Montpellier HR                                       | [3] Montpellier HR                                       | 18                                   |                                      |                                      | 28                                   |  |  |                                     |                                     |
|  | [6] Castres olympique                                    | [3] Montpellier HR                                       | 18                                   | 9                                    |                                      |                                      |  |  |                                     |                                     |
|  | [6] Castres olympique                                    | [2] RC Toulon                                            | 27                                   | 9                                    |                                      |                                      |  |  |                                     |                                     |
|  |                                                          | [2] RC Toulon                                            | 27                                   |                                      |                                      |                                      |  |  |                                     |                                     |

## Résultats détaillés

### Phase régulière

#### Tableau synthétique des résultats
L'équipe qui reçoit est indiquée dans la colonne de gauche.
| Clubs             | SUA   | UBB   | CAB   | CAS   | CLE   | GRE   | MHR   | USO   | SFR   | PAU   | RAC   | ROC   | RCT   | TOU   |
| ----------------- | ----- | ----- | ----- | ----- | ----- | ----- | ----- | ----- | ----- | ----- | ----- | ----- | ----- | ----- |
| SU Agen           |       | 16-31 | 37-19 | 18-23 | 16-33 | 27-33 | 21-45 | 23-19 | 28-23 | 26-33 | 30-18 | 31-27 | 13-52 | 9-20  |
| Bordeaux-Bègles   | 24-19 |       | 34-7  | 19-16 | 19-24 | 25-19 | 22-24 | 48-20 | 35-25 | 46-10 | 20-28 | 21-16 | 15-12 | 12-10 |
| CA Brive          | 18-12 | 16-3  |       | 23-22 | 21-26 | 45-24 | 19-18 | 31-13 | 22-13 | 46-10 | 33-27 | 28-6  | 29-26 | 21-21 |
| Castres olympique | 50-6  | 19-9  | 23-8  |       | 17-28 | 23-31 | 34-19 | 35-26 | 35-14 | 37-6  | 34-8  | 67-20 | 24-9  | 15-9  |
| ASM Clermont      | 38-10 | 26-26 | 25-6  | 42-13 |       | 25-6  | 15-19 | 44-16 | 36-10 | 35-10 | 16-20 | 57-8  | 9-35  | 32-23 |
| FC Grenoble       | 38-23 | 14-20 | 26-22 | 28-33 | 12-45 |       | 19-30 | 42-17 | 19-21 | 41-15 | 35-39 | 39-23 | 33-29 | 14-53 |
| Montpellier HR    | 45-20 | 19-16 | 19-3  | 22-19 | 24-19 | 51-10 |       | 35-19 | 44-20 | 16-19 | 60-7  | 25-20 | 36-21 | 25-33 |
| US Oyonnax        | 30-28 | 37-19 | 9-34  | 20-25 | 24-41 | 20-27 | 10-31 |       | 25-12 | 42-23 | 9-18  | 17-16 | 13-44 | 17-25 |
| Stade français    | 28-26 | 21-24 | 32-17 | 22-9  | 14-9  | 18-33 | 20-26 | 69-8  |       | 34-18 | 16-34 | 33-20 | 13-20 | 18-17 |
| Section paloise   | 33-31 | 3-15  | 13-18 | 21-16 | 10-16 | 29-12 | 26-16 | 25-6  | 19-12 |       | 15-15 | 15-11 | 9-25  | 9-6   |
| Racing 92         | 38-13 | 23-18 | 17-14 | 9-13  | 26-20 | 23-14 | 40-25 | 26-3  | 27-18 | 43-13 |       | 20-19 | 20-21 | 28-13 |
| Stade rochelais   | 23-6  | 22-15 | 21-18 | 25-21 | 6-44  | 33-16 | 36-10 | 38-3  | 21-18 | 35-16 | 14-30 |       | 19-14 | 28-8  |
| RC Toulon         | 53-23 | 44-3  | 44-15 | 17-7  | 18-19 | 38-8  | 52-8  | 61-3  | 23-16 | 21-17 | 22-27 | 45-24 |       | 10-12 |
| Stade toulousain  | 52-19 | 13-13 | 24-7  | 37-20 | 22-11 | 52-12 | 29-31 | 27-3  | 36-3  | 54-3  | 14-3  | 39-22 | 31-8  |       |

|  | Victoire à domicile |  | Match nul |  | Défaite à domicile |

#### Détails des résultats
Les points marqués par chaque équipe sont inscrits dans les colonnes centrales (3-4) alors que les essais marqués sont donnés dans les colonnes latérales (1-6). Les points de bonus sont symbolisés par une bordure bleue pour les bonus offensifs (trois essais de plus que l'adversaire), orange pour les bonus défensifs (défaite par moins de cinq points d'écart), rouge si les deux bonus sont cumulés.

#### Évolution du classement
| Club              | 1  | 2  | 3  | 4  | 5  | 6  | 7  | 8  | 9  | 10 | 11 | 12 | 14 | 15 | 16 | 17 | 18 | 13 | 19 | 20 | 21 | 22 | 23 | 24 | 25 | 26 |
| ----------------- | -- | -- | -- | -- | -- | -- | -- | -- | -- | -- | -- | -- | -- | -- | -- | -- | -- | -- | -- | -- | -- | -- | -- | -- | -- | -- |
| SU Agen           | 10 | 14 | 13 | 13 | 14 | 14 | 14 | 14 | 13 | 13 | 14 | 14 | 14 | 14 | 13 | 13 | 13 | 14 | 14 | 14 | 14 | 14 | 14 | 14 | 14 | 13 |
| Bordeaux Bègles   | 7  | 11 | 10 | 10 | 7  | 7  | 5  | 7  | 7  | 6  | 5  | 5  | 8  | 5  | 4  | 4  | 4  | 5  | 5  | 5  | 7  | 7  | 6  | 7  | 7  | 7  |
| CA Brive          | 13 | 10 | 7  | 8  | 5  | 5  | 7  | 5  | 4  | 5  | 8  | 6  | 5  | 7  | 8  | 8  | 9  | 9  | 8  | 10 | 8  | 9  | 9  | 8  | 8  | 8  |
| Castres olympique | 8  | 4  | 6  | 7  | 9  | 9  | 10 | 10 | 9  | 8  | 7  | 8  | 7  | 8  | 7  | 7  | 7  | 7  | 7  | 7  | 6  | 6  | 7  | 6  | 6  | 6  |
| ASM Clermont      | 1  | 1  | 1  | 1  | 1  | 1  | 1  | 1  | 1  | 1  | 3  | 2  | 4  | 4  | 3  | 2  | 2  | 1  | 1  | 1  | 1  | 1  | 1  | 1  | 1  | 1  |
| FC Grenoble       | 3  | 6  | 3  | 5  | 8  | 8  | 6  | 8  | 8  | 10 | 10 | 10 | 9  | 10 | 9  | 10 | 10 | 10 | 9  | 8  | 10 | 10 | 10 | 10 | 10 | 10 |
| Montpellier HR    | 2  | 5  | 4  | 2  | 2  | 2  | 4  | 6  | 6  | 7  | 6  | 7  | 6  | 6  | 6  | 6  | 5  | 4  | 3  | 2  | 2  | 2  | 2  | 3  | 2  | 3  |
| US Oyonnax        | 12 | 7  | 9  | 11 | 12 | 13 | 11 | 13 | 14 | 14 | 13 | 13 | 13 | 13 | 14 | 14 | 14 | 13 | 13 | 13 | 13 | 13 | 13 | 13 | 13 | 14 |
| Stade français    | 5  | 8  | 12 | 14 | 10 | 12 | 12 | 11 | 10 | 11 | 12 | 11 | 11 | 11 | 11 | 12 | 12 | 12 | 12 | 12 | 12 | 12 | 12 | 12 | 12 | 12 |
| Section paloise   | 11 | 9  | 14 | 9  | 11 | 11 | 13 | 12 | 12 | 12 | 11 | 12 | 12 | 12 | 12 | 11 | 11 | 11 | 11 | 11 | 11 | 11 | 11 | 11 | 11 | 11 |
| Racing 92         | 6  | 3  | 5  | 4  | 4  | 3  | 2  | 3  | 2  | 4  | 2  | 1  | 1  | 1  | 2  | 1  | 1  | 2  | 4  | 3  | 4  | 3  | 4  | 4  | 4  | 4  |
| Stade rochelais   | 14 | 13 | 11 | 12 | 13 | 10 | 9  | 9  | 11 | 9  | 9  | 9  | 10 | 9  | 10 | 9  | 8  | 8  | 10 | 9  | 9  | 8  | 8  | 9  | 9  | 9  |
| RC Toulon         | 9  | 12 | 8  | 6  | 6  | 6  | 8  | 4  | 5  | 2  | 4  | 4  | 3  | 2  | 1  | 3  | 3  | 3  | 2  | 4  | 3  | 4  | 3  | 2  | 3  | 2  |
| Stade toulousain  | 4  | 2  | 2  | 3  | 3  | 4  | 3  | 2  | 3  | 3  | 1  | 3  | 2  | 3  | 5  | 5  | 6  | 6  | 6  | 6  | 5  | 5  | 5  | 5  | 5  | 5  |

### Phase finale

#### Barrages
| 11 juin 2016 20h45 | Racing 92                                                         | 21–16 (12–6) | Stade toulousain                                                                            | Stade olympique Yves-du-Manoir, Colombes Arbitre : P. Gaüzère |
| 11 juin 2016 20h45 | Pénalité(s) : Carter 6 (5e, 13e, 17e, 21e, 64e, 75e) Goosen (48e) |              | Essai(s) : Fickou (67e) Transformation(s) : Bézy (67e) Pénalité(s) : Bézy 3 (10e, 26e, 43e) | Stade olympique Yves-du-Manoir, Colombes Arbitre : P. Gaüzère |
| 11 juin 2016 20h45 |                                                                   |              |                                                                                             | Stade olympique Yves-du-Manoir, Colombes Arbitre : P. Gaüzère |

| 12 juin 2016 16h15 | Montpellier HR | 28–9 (11–3) | Castres olympique                                    | Altrad Stadium, Montpellier Arbitre : L. Cardona |
| 12 juin 2016 16h15 | Essai(s) : Nagusa (13e) Willemse (52e) Spies (75e) Transformation(s) : Catrakilis 2 (53e, 76e) Pénalité(s) : Catrakilis 3 (9e, 34e, 74e) |             | Pénalité(s) : Urdapilleta (38e) Kockott 2 (49e, 65e) | Altrad Stadium, Montpellier Arbitre : L. Cardona |
| 12 juin 2016 16h15 | |             |                                                      | Altrad Stadium, Montpellier Arbitre : L. Cardona |

#### Demi-finales
| 17 juin 2016 20h45 | ASM Clermont | 33–34 a. p. (11–16) | Racing 92 | Roazhon Park, Rennes 29 013 spectateurs Arbitre : Alexandre Ruiz |
| 17 juin 2016 20h45 | Essai(s) : Lee (40e), Fofana (62e) Transformation(s) : Lopez (62e) Pénalité(s) : Parra (33e), Lopez (43e, 46e, 53e), Spedding (87e) Drop(s) : Lopez (4e), James (92e) |                     | Essai(s) : Goosen (27e), Rokocoko (47e), Imhoff (98e) Transformation(s) : Goosen (50e), Carter (98e) Pénalité(s) : Carter (11e, 22e, 25e, 58e) | Roazhon Park, Rennes 29 013 spectateurs Arbitre : Alexandre Ruiz |
| 17 juin 2016 20h45 | |                     | | Roazhon Park, Rennes 29 013 spectateurs Arbitre : Alexandre Ruiz |

| 18 juin 2016 20h45 | RC Toulon | 27–18 (14–6) | Montpellier HR                                                                                     | Roazhon Park, Rennes 28 937 spectateurs Arbitre : Romain Poite |
| 18 juin 2016 20h45 | Essai(s) : Tuisova (31e), Nonu (43e) Transformation(s) : Halpfenny (43e) Pénalité(s) : Halfpenny (2e, 11e, 19e, 50e, 64e) |              | Essai(s) : Mogg (54e, 59e) Transformation(s) : Catrakilis (59e) Pénalité(s) : Catrakilis (8e, 14e) | Roazhon Park, Rennes 28 937 spectateurs Arbitre : Romain Poite |
| 18 juin 2016 20h45 | |              | | Roazhon Park, Rennes 28 937 spectateurs Arbitre : Romain Poite |

Le lieu des demi-finales a été décidé le 1er décembre à l’issue du Comité Directeur de la LNR. Parmi les 6 stades candidats : Stade Océane (Le Havre), MMArena (Le Mans), Stade Saint Symphorien (Metz), Stade de La Beaujoire (Nantes), Roazhon Park (Rennes), Stade la Meinau (Strasbourg), c'est le Roazhon Park de Rennes (29 778 places) qui a été choisi.

#### Finale
La finale se joue exceptionnellement cette saison au Camp Nou de Barcelone, Espagne un vendredi soir, les principaux stades français étant réquisitionnés pour les huitièmes de finale du championnat d'Europe de football 2016. Elle attire 99 124 spectateurs, record mondial pour un match de rugby entre équipes de clubs. Réduits à 14 dès la 18e minute, après l'expulsion de Maxime Machenaud pour un plaquage cathédrale sur Matt Giteau, les joueurs franciliens du Racing 92 remportent cette rencontre.
| 24 juin 2016 20h45 | RC Toulon | 21 - 29 (14–12) | Racing 92 | Camp Nou, Barcelone 99 124 spectateurs Arbitre : Mathieu Raynal |
| 24 juin 2016 20h45 | Essai(s) : 2 Gorgodze (29e), Mermoz (71e) Transformation(s) : 1 Halfpenny (71e) Pénalité(s) : 3 Halfpenny (2e, 19e, 23e) Carton(s) jaune(s) : 1 Chiocci (50e) |                 | Essai(s) : 1 Rokocoko (59e) Pénalité(s) : 8 Carter (7e, 25e, 40e, 58e, 80e), Goosen (33e, 48e, 51e) Carton(s) rouge(s) : 1 Machenaud (18e) | Camp Nou, Barcelone 99 124 spectateurs Arbitre : Mathieu Raynal |
| 24 juin 2016 20h45 | |                 | | Camp Nou, Barcelone 99 124 spectateurs Arbitre : Mathieu Raynal |

### Statistiques

#### Meilleur réalisateur
| Rang | Joueur              | Club             | Poste            | Points | Essais | Transf. | Pén. | Drops |
| ---- | ------------------- | ---------------- | ---------------- | ------ | ------ | ------- | ---- | ----- |
| 1    | Gaëtan Germain      | CA Brive         | Arrière          | 319    | 2      | 33      | 81   | 0     |
| 2    | Zack Holmes         | Stade rochelais  | Demi d'ouverture | 251    | 1      | 24      | 66   | 0     |
| 3    | Burton Francis      | SU Agen          | Demi d'ouverture | 215    | 2      | 28      | 59   | 1     |
| 4    | Jonathan Wisniewski | FC Grenoble      | Demi d'ouverture | 207    | 3      | 27      | 55   | 1     |
| 5    | Jules Plisson       | Stade français   | Demi d'ouverture | 208    | 1      | 19      | 54   | 1     |
| 6    | Jonathan Pélissié   | RC Toulon        | Demi de mêlée    | 199    | 3      | 36      | 38   | 0     |
| 7    | Sébastien Bézy      | Stade toulousain | Demi de mêlée    | 167    | 6      | 23      | 34   | 0     |
| 8    | Demetri Catrakilis  | Montpellier HR   | Demi d'ouverture | 164    | 0      | 25      | 36   | 2     |
| 9    | Morgan Parra        | ASM Clermont     | Demi de mêlée    | 163    | 1      | 25      | 36   | 0     |
| 10   | Nicky Robinson      | US Oyonnax       | Demi d'ouverture | 153    | 0      | 21      | 35   | 2     |

#### Meilleur marqueur
| Rang | Joueur              | Club              | Poste                | Essais |
| ---- | ------------------- | ----------------- | -------------------- | ------ |
| 1    | Timoci Nagusa       | Montpellier HR    | Ailier               | 14     |
| 2    | David Smith         | Castres olympique | Ailier               | 11     |
| -    | Josua Tuisova       | RC Toulon         | Ailier               | 11     |
| 4    | Gaël Fickou         | Stade toulousain  | Centre               | 9      |
| -    | Marvin O'Connor     | Montpellier HR    | Ailier               | 9      |
| -    | David Strettle      | ASM Clermont      | Ailier               | 9      |
| -    | Alex Tulou          | Castres olympique | Troisième ligne aile | 9      |
| 9    | Delon Armitage      | RC Toulon         | Arrière              | 8      |
| -    | Djibril Camara      | Stade français    | Ailier               | 8      |
| -    | Bismarck du Plessis | Montpellier HR    | Talonneur            | 8      |
| -    | James O'Connor      | RC Toulon         | Ailier               | 8      |
| -    | Alivereti Raka      | ASM Clermont      | Ailier               | 8      |
| -    | George Tilsley      | SU Agen           | Ailier               | 8      |

#### Statistiques diverses

##### Individuelles
- Premier essai de la saison : Jonathan Pélissié à la 32e minute de la première journée pour le RC Toulon face au Racing 92.
- Premier doublé : Fabien Alexandre à la 12e et à la 68e minute lors de la première journée pour le FC Grenoble face au SU Agen.
- Premier carton jaune : Antonie Claassen face au RC Toulon lors de la première journée.
- Premier carton rouge : Virgile Lacombe face au SU Agen lors de la troisième journée.